# Corhiza suensoni
Corhiza suensoni är en nässeldjursart som först beskrevs av Jäderholm 1896.  Corhiza suensoni ingår i släktet Corhiza och familjen Halopterididae. Inga underarter finns listade i Catalogue of Life.